# Troick (obwód czelabiński)
Troick (ros. Троицк) – miasto w Rosji, w obwodzie czelabińskim, nad Ujem, przy ujściu Uwielki (dorzecze Obu). Około 73,4 tys. mieszkańców (2021).

## Gospodarka
W mieście rozwinął się przemysł maszynowy, skórzany oraz spożywczy.

## Edukacja
W mieście znajduje się filia Czelabińskiego Uniwersytetu Państwowego.